# 197 v. Chr.
Portal Geschichte | Portal Biografien | Aktuelle Ereignisse | Jahreskalender | Tagesartikel

◄ |
3. Jahrhundert v. Chr. |
2. Jahrhundert v. Chr. |
1. Jahrhundert v. Chr. |
►

◄ | 210er v. Chr. | 200er v. Chr. | 190er v. Chr. | 180er v. Chr. |
170er v. Chr. |
►

◄◄ | ◄ | 200 v. Chr. | 199 v. Chr. | 198 v. Chr. | 197 v. Chr. |
196 v. Chr. |
195 v. Chr. |
194 v. Chr. |
► |
►►
Staatsoberhäupter

## Ereignisse

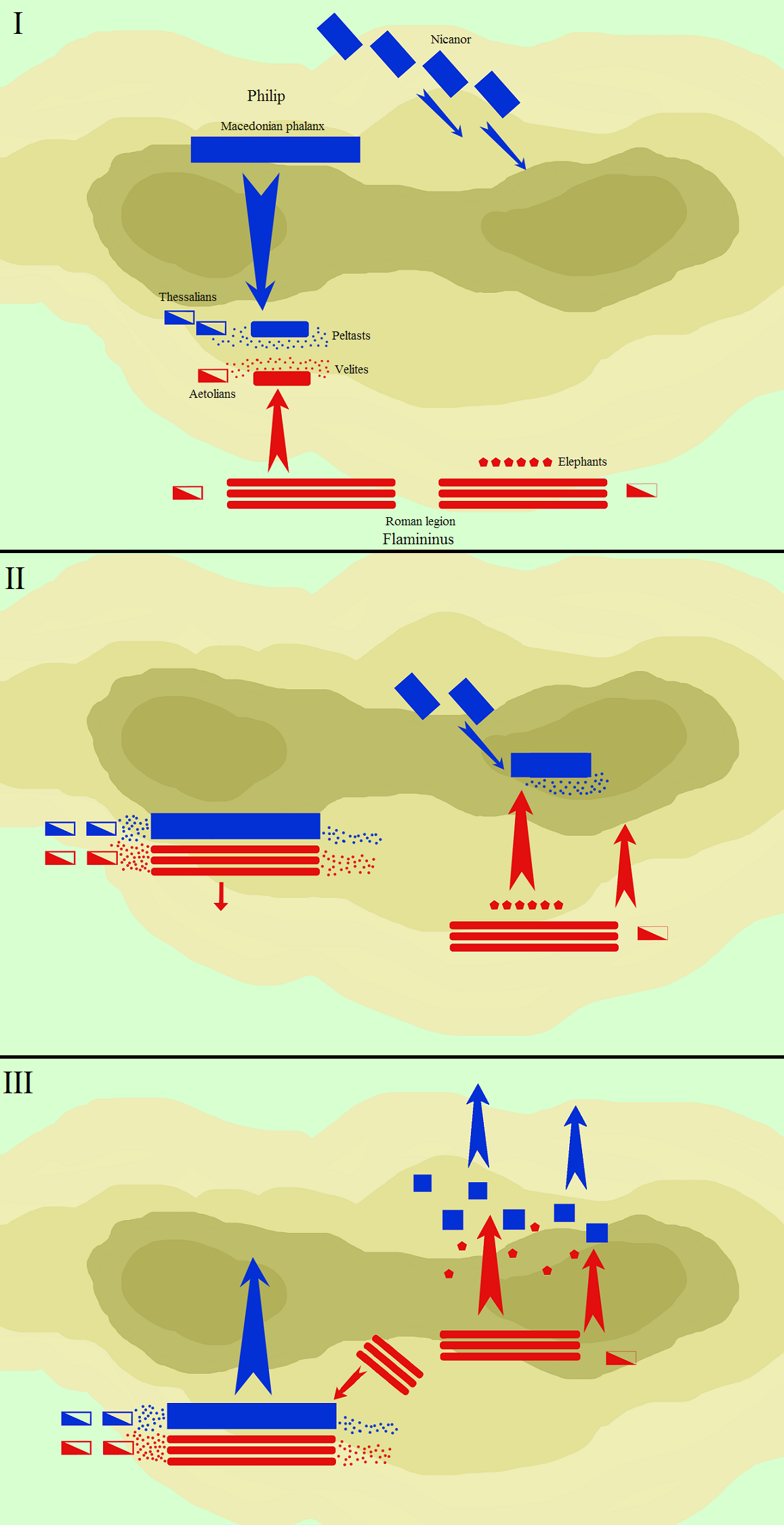
Verlauf der Schlacht von Kynoskephalai

- Philipp V. von Makedonien wird im Zweiten Makedonisch-Römischen Krieg in der Schlacht von Kynoskephalai von den Römern unter Titus Quinctius Flamininus entscheidend geschlagen. Das bedeutet das Ende der makedonischen Hegemonie in Griechenland.

Hispania citerior (in orange) und Hispania ulterior (graugrün) um das Jahr 197 v. Chr.

- Die Iberische Halbinsel wird von den Römern in die Provinzen Hispania citerior und Hispania ulterior (das näherliegende und das weiter entfernte Hispanien) aufgeteilt, wobei ulterior der Süden und der Westen war, citerior der Osten (der Norden, das heißt der Landstrich zwischen Pyrenäen und Galicien, bleibt bis zur Zeit Caesars noch unabhängig). Die Teilung ist eine der Ursachen für den im gleichen Jahr beginnenden Krieg der Keltiberer gegen die Römer (Keltiberischer Krieg).
- Eumenes II. wird nach dem Tod seines Vaters Attalos I. König von Pergamon.

## Gestorben
- Attalos I. Soter, König von Pergamon (* 269 v. Chr.)